# Самодуровка (Рязанская область)
Самодуровка — село в Пителинском районе Рязанской области. Входит в Пеньковское сельское поселение.

## География
Находится в северо-восточной части Рязанской области на расстоянии приблизительно 8 км на восток-юго-восток по прямой от районного центра поселка Пителино.

## История
В 1862 году здесь (тогда деревня Новоюрьевская Елатомского уезда Тамбовской губернии) было учтено 73 двора. В 1914 году уже отмечено современное название.

## Население
Численность населения: 976 человек (1862 год), 1490 (1914), 15 в 2002 году (русские 100 %), 8 в 2010.